# Ipatska kronika
Ipatska kronika ali Ipatijevski rokopis (tudi rusko Ипатьевская летопись, ukrajinsko Іпатіївський літопис, Іпатський літопис, Літопис руський за Іпатським списком) je zbirka treh letopisov: Primarne kronike, Kijevske kronike in Galicijsko-volinjske kronike.
Ipatska kronika je najbolj pomemben vir zgodovinskih podatkov za zgodovino vzhodnih Slovanov. Kronika na področju slovanske mitologije omenja slovanskega boga Svaroga in njegovega sončnega božanskega sina Dažboga. Kronika obenem vsebuje drugi najstarejši ohranjeni rokopis Primarne kronike. Ipatsko kroniko datiramo približno v leto 1425, vsebuje pa veliko dragocenih informacij iz izgubljene Kijevske kronike iz 12. stoletja in iz izgubljene Galicijske kronike iz 13. stoletja. Ipatski rokopis je bil verjetno sestavljen že proti koncu 13. stoletja.
Leta 1617 je bila ponovno odkrita na področju današnje Ukrajine, leta 1621 pa so menihi v Kijevu naredili prepis. Rokopis je v 18. stoletju v Ipatskemu samostanu v Kostromi na novo odkril ruski zgodovinar Karamzin. Od leta 1810 je bil rokopis shranjen v Ruski narodni knjižnici v Sankt Petereburgu. Rokopis je bil napisan v  stari cerkveni slovanščini.